# Два перстені
«Два перстені» — українська естрадна пісня, написана 1973 року Володимиром Івасюком; стала однією з основних у першому репертуарі Софії Ротару та увійшла в її знаменитий альбом «Пісні Володимира Івасюка співає Софія Ротару» 1977 року. 

## Історія
Володимир Івасюк написав «Два перстені» 1973 року в Долині Троянд у Криму, де відпочивав разом із сестрою Галиною. Натхненням до написання пісні стали рядки з вірша його товариша, поета Богдана Стельмаха — «мов два перстені у вечірню воду», Володимир навіть пропонував зазначити Стельмаха як співавтора , але той відмовся, адже з його тексту там було лише два слова. «Два слова — це не ідея. Два слова — це мій тобі подарунок з нагоди написання нової пісні», — казав Стельмах. За його спогадами, весною 1973 року він дав Володимиру вірш «Щороку і весна, і осінь», але пісні не вийшло — натомість Івасюк зіграв йому іншу мелодію, яка згодом стала піснею «Два перстені». За словами Стельмаха, він був першим слухачем цієї пісні. 
Назарій Яремчук згадував, як влітку 1973 року Івасюк зіграв «Два перстені» у Колонній залі ім. Лисенка, коли ансамбль «Смерічка» готувався до концерту, присвяченному врученню Україні ордена Жовтневої революції з нагоди зібраного Україною врожаю у 1 млрд пудів. «У приміщенні Київської філармонії є дуже гарна старовинна зала й чудовий рояль. Але коли Володя заспівав нову пісню „Два перстені“, зала стала устократ кращою», — писав Яремчук у своєму ессе «Орфей синіх гір».
Пісня стала однією з основних у першому репертуарі Софії Ротару та увійшла в її знаменитий альбом «Пісні Володимира Івасюка співає Софія Ротару» 1977 року. 1988 року «Два перстені» видали у книзі вокальних творів «Володимир Івасюк. Моя пісня». 

## Критика
У часописі «Радянський літературознавець» за 1989 рік оглядач журналу писав про пісню: «…в гармонізації думки і почуття, слова і мелодії досягнуто нового для митця рівня в осягненні світової гармонії, єдності та взаємоперетворень усього сущого, [в пісні] вчуваємо тепер своєрідний заповіт любові».

## Виконавці
- Володимир Івасюк
- Софія Ротару та ВІА «Червона Рута»[1]
- Назарій Яремчук[11]
- ВІА «Смерічка»[12][9]
- Дует «Писанка»[13]
- Брія Блессінг разом із Shockolad[14]